# Epichnopteriginae
De Epichnopteriginae zijn een onderfamilie van vlinders in de familie van de zakjesdragers (Psychidae).

## Geslachtgroepen
- Epichnopterigini Tutt, 1900
- Stichobasini Strand, 1929